# Sabina Spielrein
Sabina Naftulovna Spielrein, rusky Сабина Нафтуловна Шпильрейн (7. listopadu 1885, Rostov na Donu, Rusko – 12. srpna 1942, tamtéž) byla ruská lékařka židovského původu, jedna z prvních zakladatelů dětské psychoanalýzy a vůdčí představitelka ruské psychoanalytické školy.

## Život
Pocházela z bohaté rodiny, její otec byl velkoobchodník Nikolaj Spielrein a matka Eva Spielrein. Byla nejstarší z pěti dětí (Jan, Isaak, Emilia (Milotschka) a Emil).
Studovala na Kateřinském gymnáziu v Rostově. V letech 1905-1911 studovala medicínu na univerzitě v Curychu. Od května do srpna 1911 byla posluchačkou dějin umění na univerzitě Mnichově (napsala práci Destrukce jako příčina vzniku). V říjnu 1911 se stala členkou Vídeňské psychoanalytické společnosti. Byla velmi inteligentní a vzdělaná. Ovládala ruský jazyk, tak i německý jazyk.
Od srpna 1904 až do června 1905 byla hospitalizována v curyšské psychiatrické léčebně v Burghölzli. Tam byl zaměstnán jako doktor a zastupující sekundář Carl Gustav Jung. Byla ji diagnostikována hysterie a trpěla hysterickými záchvaty. Při aplikování psychoanalýzy přiznala, že jí její otec od čtyř let bil a ji to vzrušovalo. Poté vyhledávala ponížení.
Jung porušil etický kodex, protože měl milostný poměr se svou pacientkou. V té době čekala jeho manželka Emma jejich dceru Agátu. Rozchod s Jungem nesla Sabina po psychické stránce velmi těžce a její zdravotní stav se zhoršil. Snažila se rozptýlit cestováním – krátce žila v Mnichově, ve Vídni a Berlíně.
Dne 1. června 1912 se vdala za lékaře Paula Scheftela, se kterým měla dcery Irmu-Renatu (* 17. prosinec 1913) a Evu (* 18. červen 1926). Manžel ji ale podváděl a měl dokonce nemanželskou dceru, takže manželství skončilo rozvodem.
Za 1. světové války žila s dcerou Irmou-Renatou v Ženevě, kde pracovala jako psychoanalytička. V roce 1923 se vrátila do Rostova k manželovi. Situace se však nelepšila ani po narození druhé dcery Evy. Zde pokračovala v psychiatrické a psychologické práci. Založila a několik let vedla tzv. Bílou školku. Mateřskou školku, která využívala prvky psychoanalýzy k výchově dětí ke svobodě. Sovětský svaz však nijak tento obor nepodporoval a od roku 1933 byla psychoanalýza dokonce zakázána. Bílá školka byla ruskými vojáky rozmetána.
Za 2. světové války byl Rostov dvakrát okupován Němci. Při druhé okupaci byla nahnána se svými dvěma dcerami jako Židovka do místní synagogy, kde byly zastřeleny. Poté byly pohřbeny v hromadném hrobě.
V polovině 70. let 20. století byl v bedně ve sklepě jednoho domu v Ženevě objeven Sabinin deník a také korespondence z let 1908–1923 mezi Freudem, Jungem a Sabinou, které změnily pohled vědy na zrod psychoanalýzy.

## Adaptace
Životopisné knihy
V roce 1999 vyšlo české vydání knihy Nebezpečná metoda – Příběh Junga, Freuda a Sabiny Spielreinové amerického redaktora Johna Kerra.
V roce 2011 napsala Sabine Richebächerová, švýcarská klinická psycholožka a psychoterapeutka z Curychu, životopis Sabiny Spielreinové Život mezi Jungem a Freudem, který pojednává o životě Sabiny Spielreinové (jako zdroj posloužila korespondence z let 1908 – 1923 mezi Freudem, Jungem a Sabinou a Sabinin deník).
Životopisné filmy
V roce 2002 natočila švédská režisérka maďarského původu Elisabeth Márton dokument Ich hiess Sabina Spielrein
V roce 2002 natočil italský režisér Roberto Faenza film Strážce duše (org. Prendimi L'anima).
V roce 2011 byl natočen životopisný film o švýcarském psychologovi Carlu Gustavu Jungovi Nebezpečná metoda, kde Sabinu Spielreinovou představovala Keira Knightley.